# Hendrik van der Borcht il Giovane

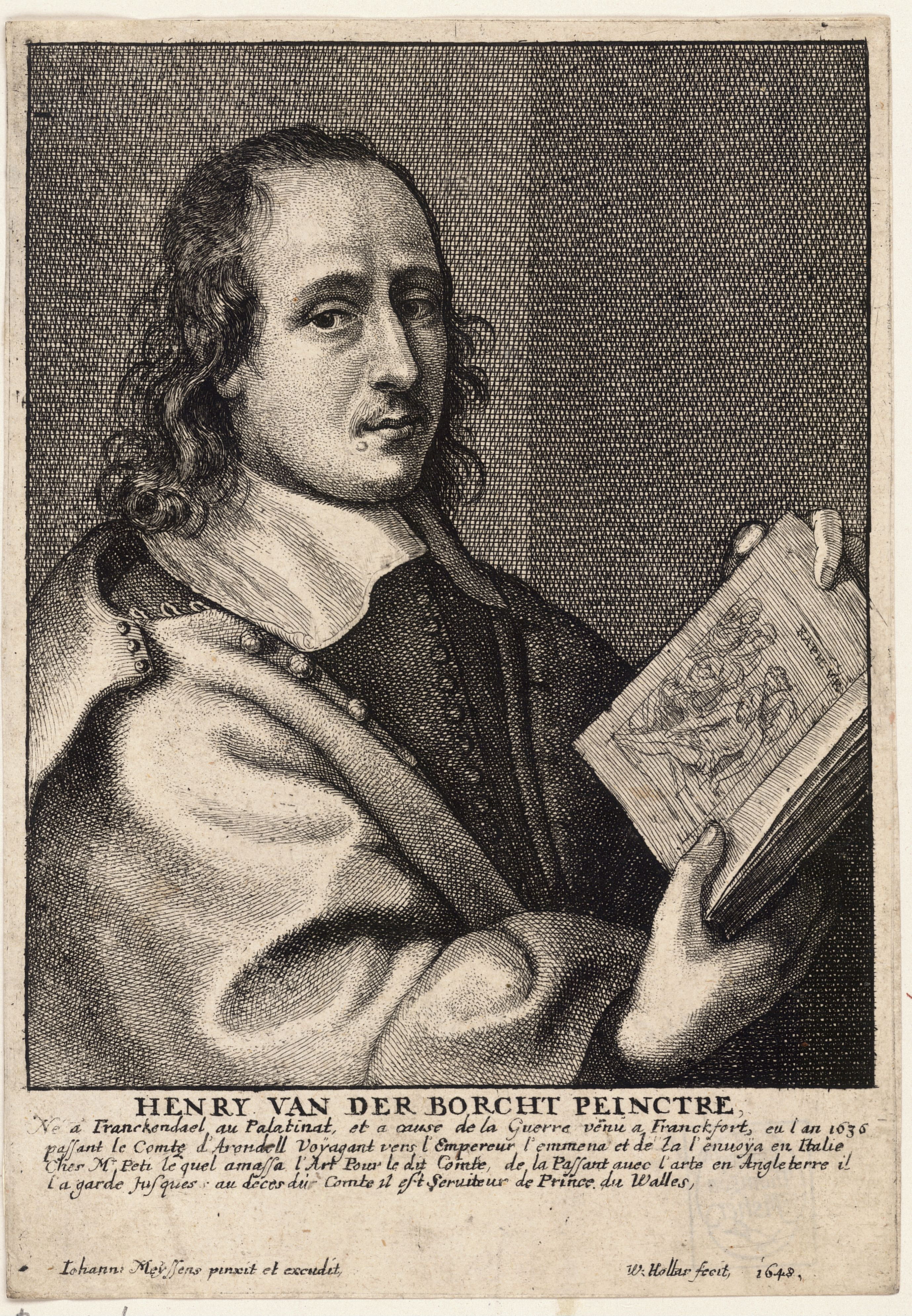
Incisione di Wenceslaus Hollar in Het Gulden Cabinet, p 383

Hendrik van der Borcht il Giovane (Frankenthal, 8 marzo 1614 – 29 giugno 1676) è stato un pittore tedesco del periodo barocco.

## Biografia
Imparò l'arte della pittura da suo padre, Hendrik van der Borcht il Vecchio. Thomas Howard, XXI conte di Arundel, di passaggio a Francoforte, divenne il suo mecenate nel 1636, quando egli aveva soltanto 22 anni, portandolo con lui nel Grand Tour d'Italia. Nel 1637 venne nominato curatore della Collezione del conte a Londra. In quel periodo il conte collezionava arte in modo costante e, a quel tempo, la collezione aveva già opere dipinte sul posto da Gerard van Honthorst e Joachim von Sandrart. Non si sa per quanto tempo abbia ricoperto questo incarico prima di tornare in Germania, dove morì in seguito.
Secondo Houbraken, che lo confuse con suo padre, era anche un esperto di vecchie rarità e medaglie.
Era probabilmente il fratello del pittore Sebastian van der Borcht, attivo a Frankenthal.